# Kami (musicista)
Ukyō Kamimura  (神村右狂?, Kamimura Ukyō), meglio conosciuto come Kami (Ibaraki, 1º febbraio 1972 – 21 giugno 1999) è stato un batterista giapponese.
È noto per essere stato il batterista del gruppo visual kei MALICE MIZER.
Si conosce poco della sua vita privata, ma i suoi fan spesso lo descrivevano come una persona molto gentile e di buon cuore. Morì nel sonno all'età di 27 anni a causa di un aneurisma cerebrale.

## Biografia

### I primi anni
Kami da bambino, alle scuole elementari, era particolarmente interessato al tradizionale metodo di scrittura giapponese e all'uso del soroban,  un tipo di abaco, perciò studiò queste materie approfonditamente. Comunque era presente anche il suo affetto per il tennis e cominciò a svilupparsi dentro di lui l'amore per la musica, infatti spesso si sedeva da solo nella sala della musica dopo la scuola ed ascoltava dischi per ore. Il suo primo interesse nel suonare i suoi stessi motivi nacque durante il suo quinto anno di scuola quando cominciò a fare pratica su una batteria. Nonostante avesse un'inusuale abilità con questo strumento, Kami lo abbandonò e non ritornò a suonare la batteria fino ai primi anni delle scuole superiori. Le prime influenze di Kami includevano molti gruppi new wave inglesi, compresi i Culture Club e i Duran Duran. Durante questo periodo, Kami dedicò il suo tempo extra-scolastico a praticare il suo hobby preferito, il tennis.

### I progetti
All'inizio delle scuole superiori Kami fu invitato in un gruppo di suoi amici. Inizialmente, il suo interesse era diventare un chitarrista. Dopo aver fatto pratica per un po' di tempo, decise che il suo talento per la chitarra era sorpassato enormemente dalle sue abilità per la batteria, ritornando a questo strumento poco dopo.
La passione di Kami per la batteria cominciò ad evolversi, e divenne necessaria una batteria personale. Così accettò un lavoro part time e mise da parte i soldi necessari. Kami, grazie al suo amore per il suo strumento destinato, si esercitava approssimativamente 5 ore al giorno nei giorni feriali e tutta la giornata la domenica, sviluppando presto la sua tecnica. Come risultato di questo esercizio, prese la decisione di diventare professionista. Rendendosi conto che non poteva ottenere un grande successo nel suo attuale gruppo, Kami arrivò alla conclusione che il successo che cercava poteva arrivare soltanto nella capitale, Tokyo. Mentre stava per lasciare il suo gruppo precedente e muoversi, Kami trascorse un breve periodo di tempo in un gruppo punk prima di prendere in simpatia lo stile visual kei. Come risultato, egli si unì ad un intraprendente gruppo musicale chiamato Kneuklid Romance. Suonando principalmente in concerti live, Kami presto attirò l'attenzione di Yu~ki, un bassista di un gruppo visual kei, i MALICE MIZER. Grazie all'abbandono del precedente batterista dei MALICE MIZER, Gaz che poco dopo sarebbe entrato nei Kneuklid Romance, il gruppo fu davvero entusiasta di introdurre Kami al loro stile musicale. Egli all'inizio era riluttante (nonostante una telefonata da parte di uno dei loro chitarristi, Mana, lo convinse), perciò Kami cominciò a suonare ufficiosamente per il gruppo oltre sei mesi come batterista di supporto; successivamente gli altri membri del gruppo furono d'accordo sul considerarlo interamente nuovo membro del gruppo. Dopo il reclutamento di Kami nel gruppo, i MALICE MIZER realizzarono il loro album di esordio, memoire, la sua prima inclusione in un album pubblicato sul mercato. Quest'album ebbe un discreto successo e poco dopo il loro vocalist, Tetsu, lasciò il gruppo.

### La morte
Il 21 giugno 1999 un aneurisma cerebrale uccise Kami nel sonno all'età di appena 27 anni. Il suo corpo fu scoperto quattro giorni dopo. Insolitamente il suo funerale si tenne il giorno stesso e i presenti furono soltanto i suoi compagni di gruppo, Mana, Közi e Yu~ki, i suoi genitori e pochi amici. Gackt, che aveva appena intrapreso la sua carriera solista, era in tour in quel periodo e non seppe della morte del suo caro amico fino alla settimana dopo; a quanto si dice, egli ne rimase distrutto.
Nei mesi prima della sua morte, Kami aveva cominciato a comporre musica, scrivendo due canzoni complete, Unmei No Deai e Mori No Naka No Tenshi, pubblicate nel cofanetto commemorativo Shinwa. Egli lasciò incompleta anche la canzone Bara No Souretsu, pubblicata nel singolo Beast of Blood in una versione completata dal resto della band.
Tutti i membri dei MALICE MIZER hanno scritto delle canzoni per Kami: Saikai No Chi To Bara fu scritta da Mana, Gackt ha pubblicato sul suo album MARS le canzoni Emu ~for my dear~ ed U+K, e Közi e Yu~ki hanno dedicato al batterista la loro canzone MEMENTO.

## Vita privata
Kami fu spesso considerato lo sciocco e l'esagerato del gruppo, soprannominato "uomo scimmia" da Közi a causa del suo saltare costante e della sua natura infantile; a dispetto di ciò nelle interviste spesso era timido e difficilmente parlava molto. Dichiarò in un'occasione che egli era molto calmo e fiducioso, scherzando sul fatto che era facile ingannarlo.
Kami era una persona dai molti hobby e interessi: principalmente il tennis (che ha praticato fin dall'infanzia), comprare biglietti della lotteria quando si annoiava, e si divertiva anche a pulire. Amava anche collezionare profumi e shampoo, un hobby condiviso con il suo compagno di gruppo Yu~ki. Kami disse che non poteva dormire senza oscurità, e che dormiva con una federa fatta di vecchi costumi dei MALICE MIZER.
Kami aveva interesse per Takeda Shingen, il generale dell'esercito del periodo Sengoku, e frequentava anche l'annuale festival dedicato al militare. Accanto a quest'amore per il generale dell'esercito c'era l'interesse per il seppuku, il rituale del suicidio, e Kami ha spesso scattato foto di sé che mimava l'atto in costume.
Kami era affascinato dalla figura e dal simbolismo della farfalla: aveva almeno tre tatuaggi sul braccio, ognuno dei quali era una farfalla, e collezionava oggetti che raffiguravano o avevano a che fare con l'insetto.

## Curiosità
- I suoi colori rappresentativi nei MALICE MIZER erano rosa e viola.
- Una delle sue caratteristiche più popolari erano i suoi lunghi capelli lisci. Erano tutti naturali, e li colorava usando un tipo di shampoo che tinge e lava i capelli nello stesso tempo chiamato Ma Cherie; la sua produzione è stata fermata. Kami non lavava i capelli con acqua calda, che dava loro un'aura più fresca. Nel 1998 li tagliò e cambiò acconciatura.
- Uno dei suoi manga preferiti era Galaxy Express 999 di Leiji Matsumoto.
- Ad un live, Kami ricevette una bandiera di Takeda Shingen da un suo devoto fan: egli la mise in cima alla batteria e venne visto agitarla spesso durante il concerto.
- I suoi cibi preferiti erano quelli che tipicamente amano i bambini, come gli hamburger e le patatine fritte. Gli piaceva molto anche il melone, la carne e il curry di cipolle.